# Urbanc
Urbanc je priimek več znanih Slovencev:
- Ana Urbanc (*1984), gledališka in lutkovna igralka
- Anja Urbanc, konservatorka-restavratorka
- Anton Urbanc (1895—1956), pravnik in publicist, planinec
- Boris Urbanc (*1957), kegljavec
- Feliks Urbanc (1850—1937), veletrgovec v Ljubljani
- Irena Urbanc, pravnica, sodnica, odvetnica
- Janez Urbanc, arhitekt športnih objektov
- Manca Urbanc (por. Izmajlova) (*1976), pevka
- Marina Urbanc (*1957), filmska igralka
- Mimi Urbanc (*1969), geografinja, namestnica direktorja ZRC SAZU
- Nataša Urbanc (*1946), zgodovinarka, kustosinja
- Olga Urbanc Berčič, biologinja: ekologija in varstvo okolja
- Peter Urbanc (1924–2016), pravnik, izseljenski kulturnik
- Rok Urbanc (*1985), smučarski skakalec
- Slava Doberšek-Urbanc (1931—2017), agronomska statističarka, univ. prof.
- Tončka (Antonija) Urbanc (*1967), kegljavka